# Camponotus albistramineus
Camponotus albistramineus é uma espécie de inseto do gênero Camponotus, pertencente à família Formicidae.